# インドネシア・エマス2045
インドネシア・エマス2045（インドネシア語: Indonesia Emas 2045）は、インドネシア共和国が建国100周年を迎える2045年に向けて掲げた国家ビジョンである。エマス（Emas）はインドネシア語で「金（ゴールド）」を意味し、繁栄と成熟を象徴する言葉として用いられている。

## 概要
この国家戦略は、インドネシアが経済的・社会的に発展し、世界で尊敬される先進国となることを目指している。主な目標には、一人当たりGDPの向上、貧困率の削減、教育の質の向上、環境保護、国際的な影響力の強化などが含まれる。

## 主要目標
- 一人当たりGDPを13,000ドル以上に引き上げ、高所得国の基準を達成する[1]
- 年平均6〜7％の持続的な経済成長を達成し、最終的には10％超を目指す
- STEM教育（科学・技術・工学・数学）の強化とAI・ICT分野の人材育成[1]
- 再生可能エネルギーの推進と温室効果ガス排出の削減
- 国際舞台での外交的地位の向上（ASEAN、G20、国連など）

## 課題と対策
インドネシア・エマス2045の実現には、以下のような課題の克服が求められている。
- 経済的不平等の是正と富の再分配
- 地方経済の活性化とインフラ整備
- 気候変動への対応（洪水、干ばつ、海面上昇など）
- 人口ボーナスの活用と高齢化への備え
- 国外への資産流出の抑制と国内投資の促進

## 日本との関係
日本は、インドネシア・エマス2045の実現に向けた重要なパートナーとされており、大阪・関西万博2025ではこの国家ビジョンが紹介される。両国は技術移転、教育支援、エネルギー転換などの分野で協力を進めている。